# Luis Carbonell y de Ferraz
Luis Carbonell y de Ferraz (siglo XVIII),  I barón de Guía Real y  I marqués de la Quadra, fue un militar y noble catalán, a las órdenes del rey Fernando VI de España.
Como militar, fue Teniente Coronel de Dragones. Procedía de una familia de militares: Su padre, José Carbonell, fue Coronel de Infantería, sirvió de guía al rey Felipe V en 1706, cuando se levantó el sitio de Barcelona. Y su ascendiente, Pedro Carbonell, había sido honrado por Fernando el Católico, el 23 de febrero de 1481, con el Privilegio de Generoso, por sus méritos en la liberación de la reina Juana Enríquez, que se hallaba sitiada en Gerona.
Por sus méritos militares, así como por los méritos de su padre y antepasados, Luis Carbonell y de Ferraz obtuvo del rey Fernando VI de España los títulos de barón de Guía Real el 12 de diciembre de 1752, y el marqués de la Quadra el 31 de marzo de 1757, con el Vizcondado previo de San Agustín. 
Como político, fue Regidor Decano de la Ciudad de Barcelona,